# Volleybalvereniging Huizen 2023-2024
Questa voce raccoglie le informazioni riguardanti il Volleybalvereniging Huizen nelle competizioni ufficiali della stagione 2023-2024.

## Stagione
Il Volleybalvereniging Huizen partecipa alla stagione 2023-24 con la denominazione sponsorizzata Prima Donna Kaas Huizen.
Si classifica all'ottavo posto nella regular season di Eredivisie, accedendo alla Pool B, dove ottiene un quarto posto. In Coppa dei Paesi Bassi viene invece eliminato agli ottavi di finale dall'Orion.

## Organigramma societario
Area direttiva
- Presidente: Maarten Bokhoven
- Team manager: Guido Meijs, Frits Bleeker

Area tecnica
- Allenatore: Teunis Buijs
- Assistente allenatore: Hans Vreeling, Ronald de Joode, Arno Koster

Area sanitaria
- Fisioterapista: Remco Larooi

## Rosa
| N° | Nome                 | Ruolo | Data di nascita  | Nazionalità sportiva |
| -- | -------------------- | ----- | ---------------- | -------------------- |
| 1  | Lars Ent             | C     | 2002             | Paesi Bassi          |
| 2  | Alex Meijs           | S     | 25 marzo 1999    | Paesi Bassi          |
| 3  | Jens de Hoogh        | S     | 21 giugno 1999   | Paesi Bassi          |
| 4  | Relyea Speller       | O     | 15 aprile 1990   | Stati Uniti          |
| 5  | Noah van Dam         | P     | 9 giugno 1999    | Paesi Bassi          |
| 6  | Joar Millberg        | C     | 15 marzo 2000    | Svezia               |
| 7  | Bram Wiltenburg      | P     | 28 agosto 2001   | Paesi Bassi          |
| 8  | Martijn van Rooijen  | S     | 27 agosto 2003   | Paesi Bassi          |
| 9  | Marlison Kleinmoedig | O     | 20 giugno 1997   | Paesi Bassi          |
| 10 | Derwin Colina        | O     | 1991             | Paesi Bassi          |
| 11 | Robin Ottenhof       | C     | 1º gennaio 2000  | Paesi Bassi          |
| 12 | Noah Aerts           | S     | 2000             | Paesi Bassi          |
| 13 | Timo de Koning       | L     | 2002             | Paesi Bassi          |
| 14 | Andrew Tauhid        | S     | 14 dicembre 1999 | Canada               |
| 16 | Viggo Meeuwenoord    | S     | 2002             | Paesi Bassi          |
| 17 | Tomáš Halanda        | S     | 25 aprile 1992   | Slovacchia           |
| 18 | Sjoerd Hoogendoorn   | O     | 17 febbraio 1991 | Paesi Bassi          |
| -  | Jesse Zegeling       | L     | 1998             | Paesi Bassi          |
| -  | Benjamin Koch        | S     | 28 novembre 2005 | Paesi Bassi          |

## Statistiche

### Statistiche di squadra
| Competizione          | Punti | In casa | In casa | In casa | In trasferta | In trasferta | In trasferta | Totale | Totale | Totale |
| Competizione          | Punti | G       | V       | P       | G            | V            | P            | G      | V      | P      |
| --------------------- | ----- | ------- | ------- | ------- | ------------ | ------------ | ------------ | ------ | ------ | ------ |
| Eredivisie            | 10/7  | 13      | 3       | 10      | 13           | 2            | 11           | 26     | 5      | 21     |
| Coppa dei Paesi Bassi | -     | 0       | 0       | 0       | 1            | 0            | 1            | 1      | 0      | 1      |
| Totale                | -     | 13      | 3       | 10      | 14           | 2            | 12           | 27     | 5      | 22     |

### Statistiche dei giocatori
| Giocatore      | Eredivisie | Eredivisie | Eredivisie | Eredivisie | Eredivisie |
| Giocatore      | P          | PT         | AV         | MV         | BV         |
| -------------- | ---------- | ---------- | ---------- | ---------- | ---------- |
| N. Aerts       | ?          | 7          | 7          | 0          | 0          |
| D. Colina      | ?          | 140        | 112        | 20         | 8          |
| J. de Hoogh    | ?          | 12         | 9          | 2          | 1          |
| T. de Koning   | ?          | 0          | 0          | 0          | 0          |
| L. Ent         | ?          | 80         | 41         | 32         | 7          |
| T. Halanda     | ?          | 121        | 105        | 13         | 3          |
| S. Hoogendoorn | ?          | 118        | 95         | 10         | 13         |
| M. Kleinmoedig | ?          | 145        | 126        | 15         | 4          |
| B. Koch        | ?          | 0          | 0          | 0          | 0          |
| V. Meeuwenoord | ?          | 5          | 4          | 0          | 1          |
| A. Meijs       | ?          | 169        | 144        | 13         | 12         |
| J. Millberg    | ?          | 125        | 86         | 24         | 15         |
| R. Ottenhof    | ?          | 104        | 68         | 29         | 7          |
| R. Speller     | ?          | 12         | 11         | 1          | 0          |
| A. Tauhid      | ?          | 237        | 197        | 31         | 9          |
| N. van Dam     | ?          | 25         | 8          | 7          | 10         |
| M. van Rooijen | ?          | 0          | 0          | 0          | 0          |
| B. Wiltenburg  | ?          | 23         | 13         | 8          | 2          |
| J. Zegeling    | ?          | 0          | 0          | 0          | 0          |

P = presenze; PT = punti totali; AV = attacchi vincenti; MV = muri vincenti; BV = battute vincenti

NB: Non sono disponibili i dati relativi alla Coppa dei Paesi Bassi e, di conseguenza, quelli totali